# 레전드 오브 래빗
《레전드 오브 래빗》(중국어: 兔侠传奇, 번역: 토끼 협객 이야기)은 2011년 공개된 중국의 애니메이션 영화이다. 속편인 《레전드 오브 래빗: 불의 전설》은 2015년에 공개되었다.